# يوم شرب
يوم الشرب هو أحد أيام حرب الفجار، وهو أعظم يوم حصل في الجاهلية حسب قول الفاكهي وابن عبد ربه الأندلسي، وكان بين قبيلة كنانة، ومن أتى معها من بني عمها بني خزيمة ضد قبائل قيس عيلان.

## سير المعركة
قال ابن الأثير: إن قيسا جمعت جموعها، ومعها ثقيف وغيرها، وجمعت قريش جموعها منهم كنانة جميعها والأحابيش وأسد بن خزيمة وفرقت قريش السلاح في الناس فأعطى عبد الله بن جدعان مائة رجل سلاحًا تامًا وفعل الباقون مثله.
وخرجت قريش للموعد على كل بطن منها رئيس فكان على بني هاشم الزبير بن عبد المطلب ومعه رسول الله وأعمامه أبو طالب وحمزة والعباس بنو عبد المطلب وعلى بني أمية وأحلافها حرب ابن أمية وعلى بني عبد الدار عكرمة بن هاشم بن عبد مناف بن عبد الدار وعلى بني أسد بن عبد العزى خويلد بن أسد وعلى بني مخزوم هشام بن المغيرة أبو أبي جهل وعلى بني تيم عبد الله بن جدعان وعلى بني جمح معمر بن حبيب بن وهب وعلى بني سهم العاص بن وائل وعلى بني عدي زيد بن عمرو بن نفيل والد سعيد بن زيد وعلى بني عامر بن لؤي عمرة بن عبد شمس والد سهيل بن عمرو وعلى بني فهر عبد الله بن الجراح والد أبي عبيدة وعلى الأحابيش الحليس بن يزيد وسفيان بن عويف هما قائداهم والأحابيش: بنو الحارث بن عبد مناة كنانة وعضل والقارة الديش من بني الهون بن خزيمة والمصطلق بن خزاعة سموا بذلك لحلفهم بني الحارث والتحبش التجمع وعلى بني بكر بلعاء بن قيس وعلى بني فراس بن غنم من كنانة عمير بن قيس جذل الطعان وعلى بني أسد بن خزيمة بشر بن أبي محازم وكان على جماعة الناس حرب بن أمية لمكانة من عبد مناف سنًا ومنزلةً.
وكانت قيس قد تقدمت إلى عكاظ قبل قريش فعلى بني عامر ملاعب الأسنة أبو براء وعلى بني نصر وسعد وثقيف سبيع بن ربيع بن معاوية وعلى بني جشم الصمة والد دريد وعلى غطفان عوف بن أبي حارثة المري وعلى بني سليم عباس بن زعل بن هني بن أنس وعلى فهم وعدوان كدام بن عمرو.
وسارت قريش حتى نزلت عكاظ وبها قيس.وكان مع حرب بن أمية إخوته سفيان وأبو سفيان والعاص وأبو العاص بنو أمية فعقل حربٌ نفسه وقيد سفيان وأبو العاص نفسيهما وقالوا: لن يبرح رجل منا مكانه حتى نموت أو نظفر فيومئذ سموا العنابس والعنبس الأسد.
واقتتل الناس قتالًا شديدًا فكان الظفر أول النهار لقيس وانهزم كثير من بني كنانة وقريش فانهزم بنو زهرة وبنو عدي وقتل معمر بن حبيب الجمحي وانهزمت طائفة من بني فراس وثبت حرب بن أمية وبنو عبد مناف وسائر قبائل قريش ولم يزل الظفر لقيس على قريش وكنانة إلى أن انتصف النهار. ثم عاد الظفر لقريش وكنانة فقتلوا من قيس فأكثروا وحمي القتال واشتد الأمر فقتل يومئذ تحت راية بني الحارث بن عبد مناة بن كنانة مئة رجل وهم صابرون فانهزمت قيس وقتل من أشرافهم عباس بن زعل السلمي وغيره.
فلما رأى أبو السيد عم مالك بن عوف النصري ما تصنع كنانة من القتل نادى: يا معشر بني كنانة أسرفتم في القتل. فقال ابن جدعان: إنا معشر يسرف.
ولما رأى سبيع بن ربيع بن معاوية هزيمة قبائل قيس عقل نفسه واضطجع وقال: يا معشر بني نصر قاتلوا عني أو ذروا. فعطفت عليه بنو نصر وجشم وسعد بن بكر وفهم وعدوان وانهزم باقي قبائل قيس فقاتل هؤلاء أشد قتال رآه الناس ثم إنهم تداعوا إلى الصلح فاصطلحوا على أن يعدوا القتلى فأي الفريقين فضل له قتلى أخذ ديتهم من الفريق الآخر فتعادوا القتلى فوجدوا قريشا وبني كنانة قد أفضلوا على قيس عشرين رجلًا فوهن حرب بن أمية يومئذ ابنه أبا سفيان في ديات القوم حتى يؤديها ورهن غيره من الرؤساء وانصرف الناس بعضهم عن بعض ووضعوا الحرب وهدموا ما بينهم من العداوة والشر وتعاهدوا على أن لا يؤذي بعضهم بعضًا فيما كان من أمر البراض وعروة.

## موقع المعركة
حصلت المعركة في أرض قبيلة عدوان في وادي "شرب" وهو أسفل العقيق يسمى هنا شربا، ويبعد حاليا عن مطار الطائف الدولي ثلاثة أكيال جنوبا شرقيا